# 阿赫塔尔·哈米德汗
阿赫塔尔·哈米德汗（1914年7月15日-1999年10月9日）是一位巴基斯坦-孟加拉農村社会科学家。他曾獲得拉蒙·麦格塞塞奖。他还出版了乌尔都语诗集和旅遊文學作品。1999年，阿赫塔尔·哈米德·可汗在美国探亲时突发腎功能衰竭。10月9日，他因心肌梗塞去世，享年85岁。